# 31500 Grutzik
31500 Grutzik è un asteroide della fascia principale. Scoperto nel 1999, presenta un'orbita caratterizzata da un semiasse maggiore pari a 2,3042560 UA e da un'eccentricità di 0,1371209, inclinata di 3,86057° rispetto all'eclittica.